# Vršovice (Prag)
Vršovice (deutsch Wršowitz, Wrschowitz, Werschowitz) ist ein Prager Stadtviertel. Es liegt südöstlich des Stadtzentrums und gehört zum Bezirk Prag 10. Die Nachbarstadtteile sind Strašnice, Vinohrady, Nusle und Michle.

## Geschichte

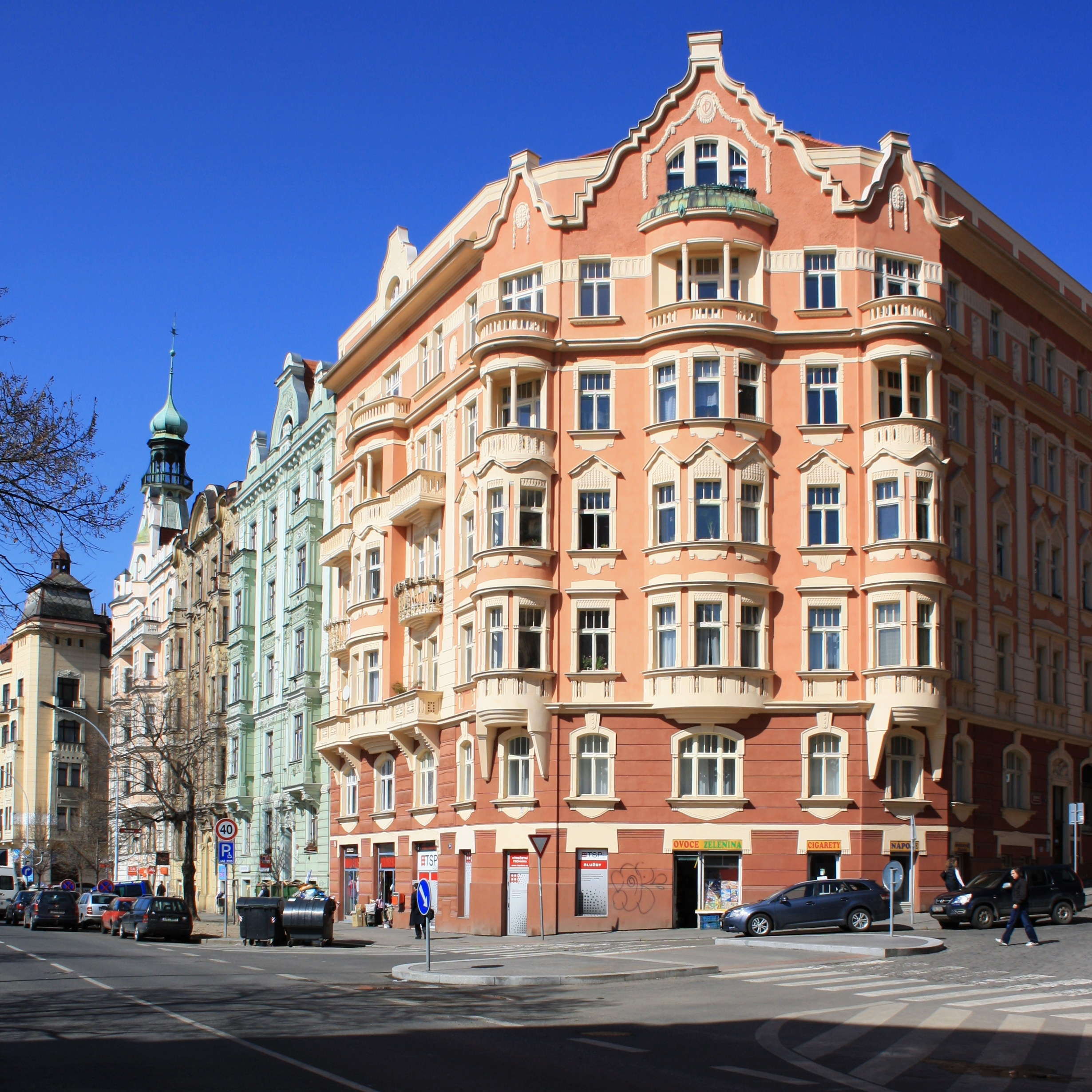
Städtisches Zinshaus

Das Dorf Vršovice entstand zur Zeit der Besiedlung im Tal des Flusses Botič zur Zeit der Herrschaft der ersten Fürsten auf Vyšehrad. Urkundlich erstes Mal erwähnt wird Vršovice 1088 im Grundverzeichnis des Kapitels von Vyšehrad. Anfang des 14. Jahrhunderts gehörte das Dorf dann dem Prager Štuka, der es dem Orden Deutscher Ritter verkaufte. Zum damaligen Zeitpunkt gehörte zum Dorf noch eine Feste, die als Zentrum des Handels diente.
Es war vermutlich beim Kampf um Vyšehrad 1420 mit einbezogen und erlitt unter König Sigismund seine Niederlage. Hier begannen 1448 auch die Kämpfe des böhmischen Königs Georg von Podiebrad gegen Vyšehrad, welches kurze Zeit später eingenommen wurde.
1556 gehörte Vršovice dem Kašpar Granovský z Granova, einem Sekretär Kaiser Ferdinands I. Kurze Zeit später verkauften sie es Trčka z Lípy, dem es 1620 konfisziert wurde und den Sternbergern zufiel. Der Dreißigjährige Krieg traf das Dorf hart.
1797 kaufte Jakob von Wimmer Vršovice, dem auch Nusle, Záběhlice und einige weitere Dörfer in der Gegend gehörten. Er führte neue Methoden der landwirtschaftlichen Nutzung ein, modernisierte die Holzwirtschaft, legte Obstgärten an, förderte die Entwicklung der Textilmanufakturen und unterstützte kulturelle Aktivitäten. Mit dem letzten Aristokraten der Buquoy ging auch die Feste unter.
Der letzte Eigner war bis 1909 die Familie Procházka. Der Bahnhof Praha-Vršovice wurde am 1. März 1882 in Betrieb genommen. Im Jahre 1885 wurde die Gemeinde zur Minderstadt und 1902 zur Stadt erhoben. 1922 wurde Vršovice nach Prag eingemeindet. 1991 hatte der Ort 41567 Einwohner. Im Jahre 2001 bestand Vršovice aus 1338 Wohnhäusern, in denen 37301 Menschen lebten.

### Bevölkerungsentwicklung
- 1840: 900 Einwohner
- 1860: 2.400 Einwohner
- 1885: 7.000 Einwohner, 313 Häuser
- 1900: 14.000 Einwohner
- 1991: 41.567 Einwohner
- 2001: 37.301 Einwohner, 1338 Wohnhäuser

## Sehenswürdigkeiten
- Gotische Kirche des Hl. Nikolaus (1374)
- Moderne Stahlbetonkirche des Hl. Wenzel auf dem Čechovo náměstí (Architekt Josef Gočár) (1929–1930)
- Neorenaissanceschloss Rangherka
- Stadion Eden
- Stadion Ďolíček

Sehenswürdigkeiten in Vršovice
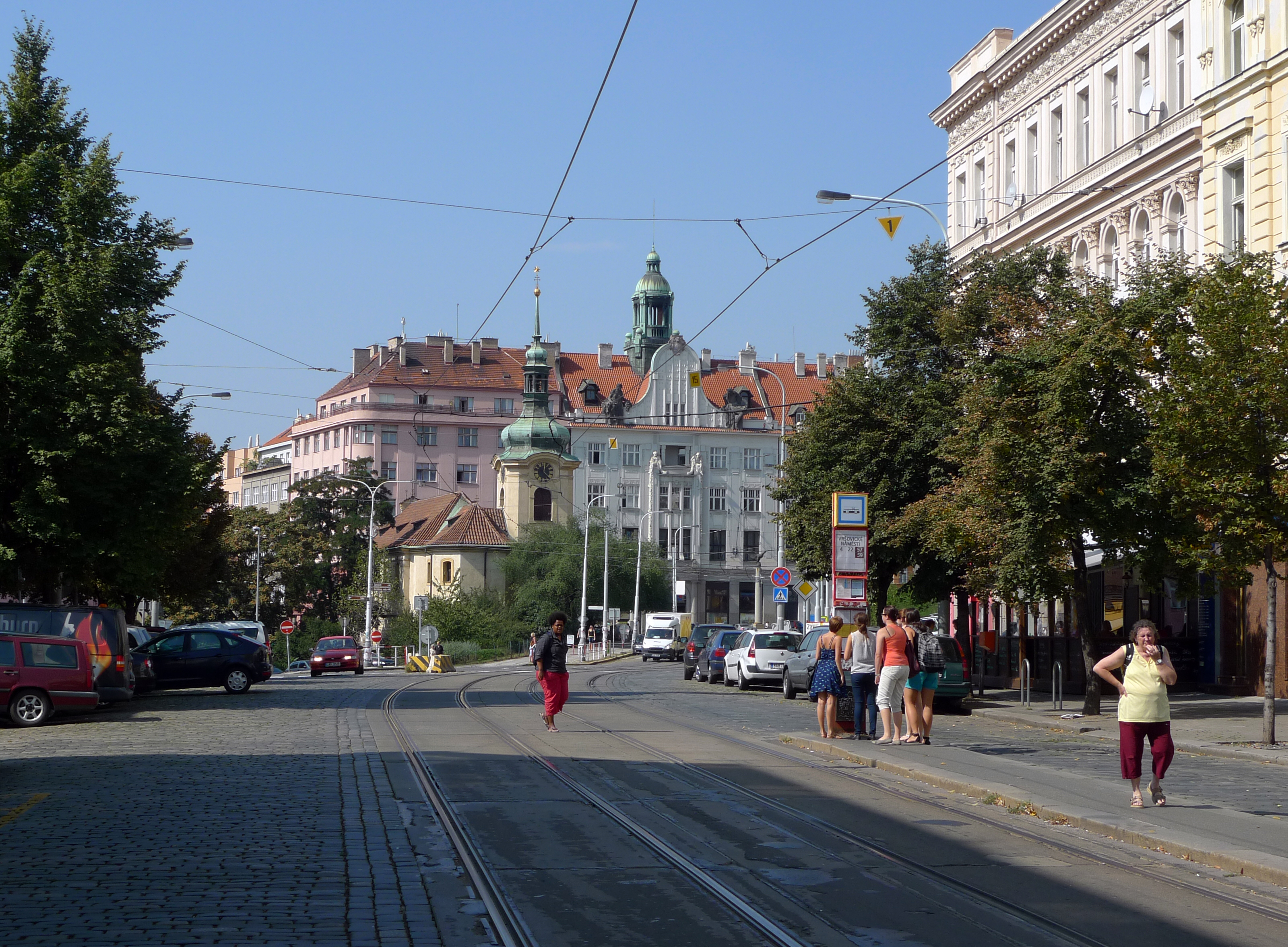
Der Hauptplatz, Vršovické náměstí, mit der Nikolauskirche im Hintergrund
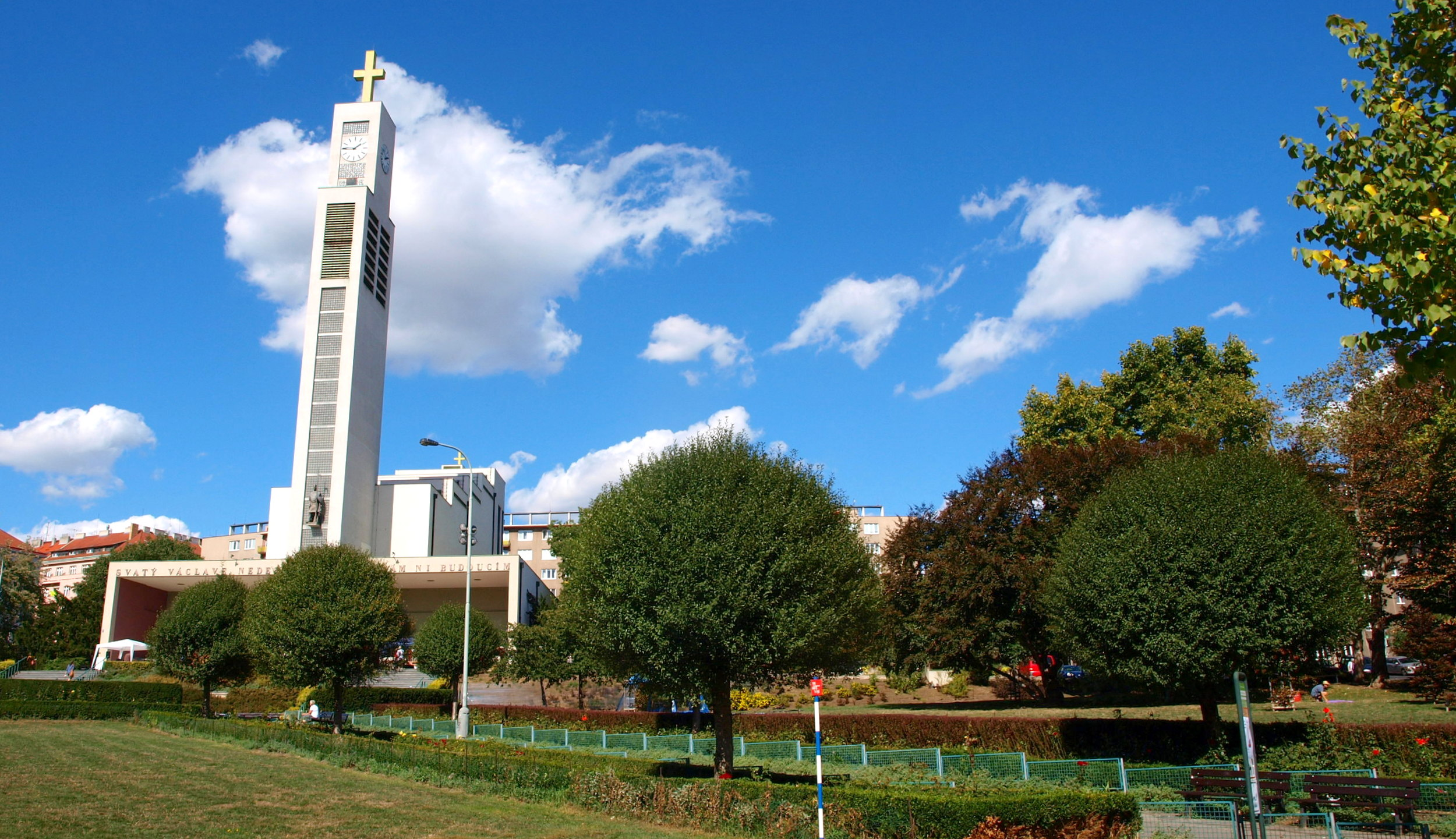
Stahlbetonkirche St. Wenzel
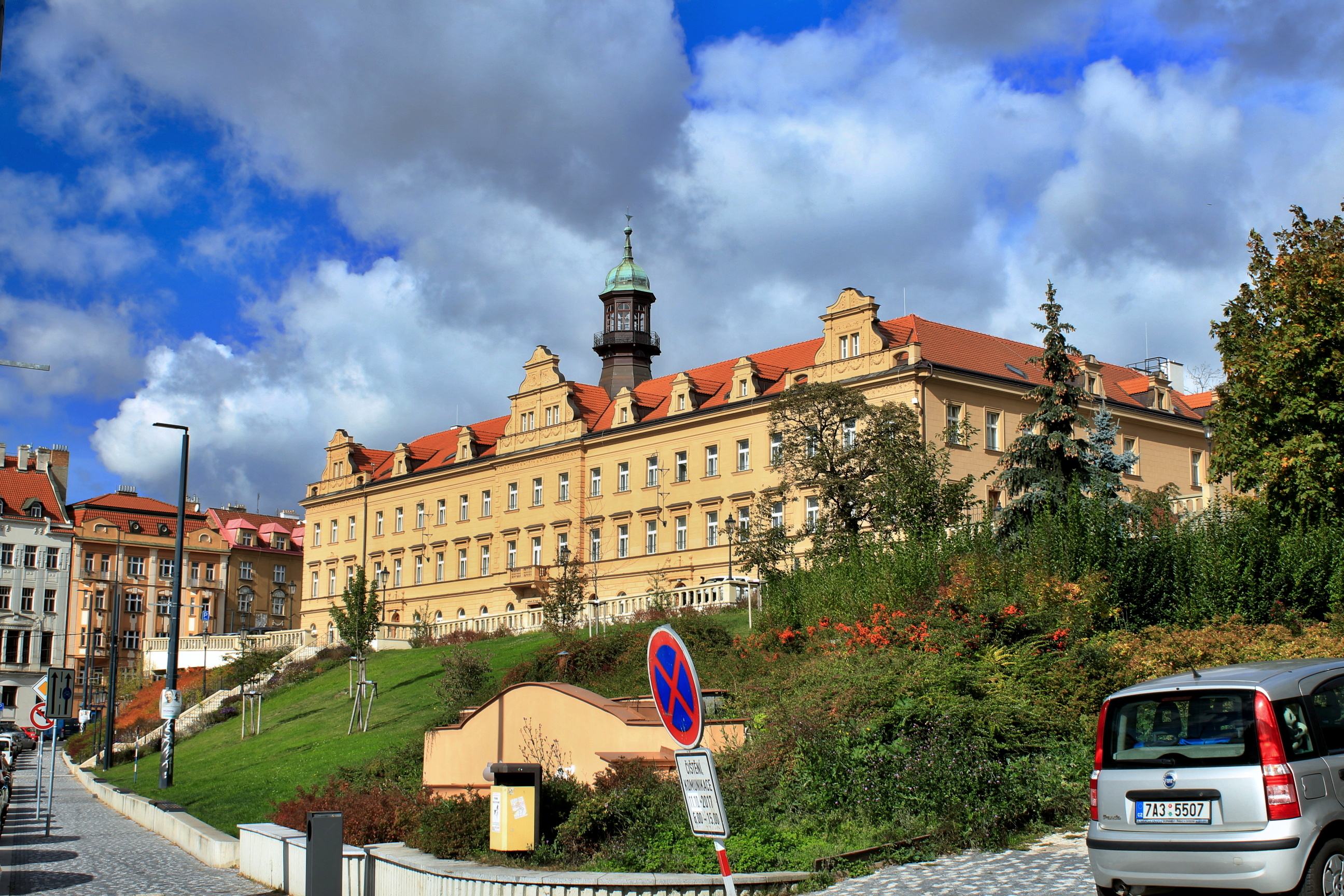
Schloss Rangherka

## Sport
Vršovice ist die Heimat zweier Fußballvereine, Slavia Prag und Bohemians 1905 Prag, die Stadien beider Klubs sind nur etwa 1.500 Meter voneinander entfernt.